# Molnár Benő
Molnár Benő (Vágfarkasd, 1929. május 31. – Balatonföldvár, 2009. február 24.) néprajzkutató, a budapesti Néprajzi Múzeum munkatársa.

## Élete
1947-ben az ún. lakosságcsere folyamán szülőfalujából Békés megyébe telepítették. Szegedre ment dolgozni és befejezni iskoláit. Ezek után Pécsre és Budapestre az ELTE bölcsész karára felvételizett magyar irodalom és néprajz szakra, de már 1954-ben Pekingbe ment nyelvet tanulni. 7 évig tanult a pekingi egyetemen, majd onnan két éves ösztöndíjjal Hanoiba települt, és Vietnámot járta gyűjtőútján. Innen 1963-ban tért vissza.
1953–1970 között a Néprajzi Múzeum munkatársaként felügyelte az Ázsia-gyűjteményt. 1958-ban Kínában már színes filmre fényképezett. 1971-ben egy olaszországi útról disszidált, s Ausztráliába költözött, de 1987-ben is adományozott a Néprajzi Múzeumnak.
Ausztráliából utazva 1989 után is rendszeresen gyűjtött tárgyakat, és fényképezett Délkelet-Ázsia csaknem teljes területén (Thaiföld, Vietnám, Burma, Kambodzsa, Laosz, Indonézia). Gyűjteményeit a Néprajzi Múzeumnak ajándékozta. 1992-ben kiállítása volt a délkelet-ázsiai gyűjtéseiből. A tárgyi anyag több mint 700 tétel, a fotóanyag pedig több ezer darabos.
Mint külsős szakember vett részt A kisalföldi hagyományos gazdálkodás című kutatóprogram farkasdi gyűjtésében. Családi iratanyagából a Néprajzi Múzeum kézirattárába is kerültek iratok (Molnár Benő-hagyaték). Cikkei jelentek meg a Forcas újságban.

## Művei
- 1953 Építkezés Nagybánhegyes tanyavilágában. Agrármozgalmak. Nagybánhegyes. A Békéscsabai Munkácsy Mihály Múzeum Néprajzi Adattára (ltsz.: 347-1966)
- 1963-1964 Dereglyézés a Vágon. Babonás szokások Dél-Mátyusföldön (kézirat). Néprajzi Múzeum Ethnológiai Adattára 7304/56.[7]
- 2002 A megtermelt javak cseréje. In: Danter Izabella (szerk.): Muzeológiai Füzetek – Muzeologické zošity 1. Dunaszerdahely, 55-57.
- 2002 Farkasdi dereglyék a Vágon. In: Novák Veronika (összeáll.): Farkasd. Pozsony, 220-231.
- 2020 Negyedi és farkasdi dereglyések a Vágon. In: Forcas Almanach.
- 2020 A batakok, a népdal meg én. In: Forcas Almanach.

## Emlékezete
- 2011 Molnár Benő - Délkelet-Ázsia kutatója emlékkiállítás, Vágfarkasd (rendezte: Gebauer Hanga, Wilhelm Gábor)[8]